# Lindewerra
Lindewerra ist eine Gemeinde in der Verwaltungsgemeinschaft Hanstein-Rusteberg im thüringischen Landkreis Eichsfeld.

## Geographische Lage
Lindewerra liegt an einer hufeisenförmigen Flussschleife der Werra zwischen Bad Sooden-Allendorf im Süden und Witzenhausen im Norden. Westsüdwestliches Nachbardorf ist das jenseits des Flusses am unteren Ende der Werraschleife liegende Oberrieden, das zu Bad Sooden-Allendorf im nordhessischen Werra-Meißner-Kreis gehört. Nördlich der Ortschaft steigt das Gelände steil zum Höheberg an, dessen höchste Erhebung die nahe Junkerkuppe (510,7 m ü. NHN) ist. Ein dortiger Sandsteinfelsen, die Teufelskanzel (452 m), bietet gute Aussichtsmöglichkeiten unter anderem auf die Werraschleife. Unweit nördlich befindet sich bei Rimbach mit der Burgruine Hanstein ein Symbol des Eichsfeldes.
Lindewerra liegt in einem landschaftlich reizvollen Wandergebiet am Werra-Radweg. Die Werra ist in diesem Gewässerabschnitt als eine „sonstige Binnenwasserstraße des Bundes“ klassifiziert und unter anderem mit Kanus befahrbar.

Blick vom Lindewerrablick ins Tal der Werra mit Lindewerra

## Geschichte

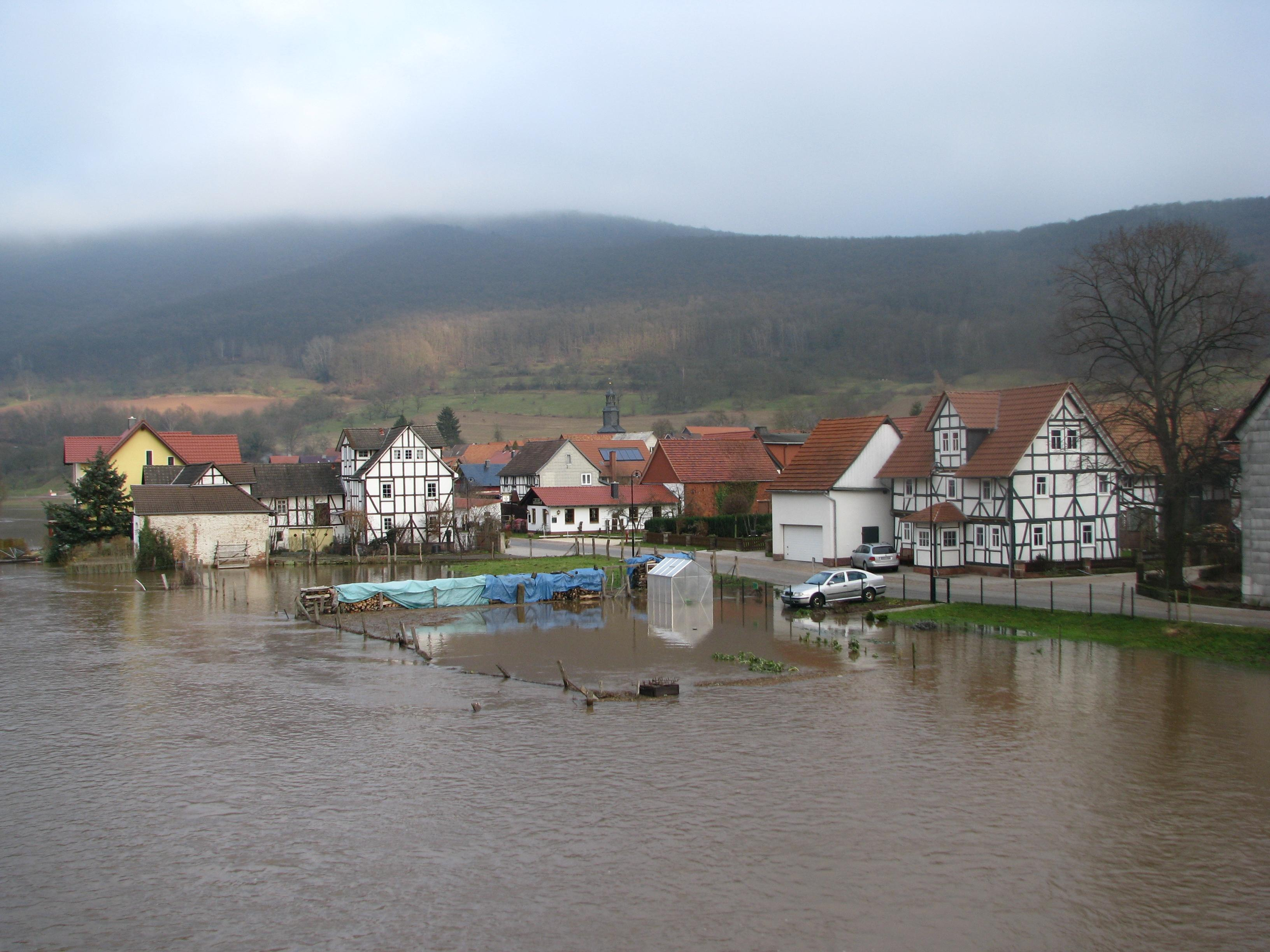
Lindewerra bei Werrahochwasser, von der Brücke aus gesehen

Der Ort entstand vermutlich in der fränkischen Zeit vor 900. Der Name leitet sich von lindenbestandenem Werder ab und wurde erst später auf die Werra bezogen. Lindewerra wurde 1299 erstmals als „Lindenewerde“ urkundlich erwähnt, als Graf Otto von Lutterberg dem Deutschen Orden ein Gut übergab. Der Orden erhielt danach auch die Besitzungen der Herren von Plesse. 1317 wurde der gesamte Ort dem Kloster Fulda übertragen. Dieses belehnte die Familie von Dörnberg mit dem Ort. Ende des 14. Jahrhunderts bekamen die Herren von Hanstein den Ort und wurden ab 1435 Lehnsnehmer. Sie errichteten hier als Herrensitz eine Kemenate. Mitte des 16. Jahrhunderts wurde im Ort die Reformation eingeführt und er blieb auch nach 1648 evangelisch. Das Dorf gehörte bis zur Säkularisation 1802 zu Kurmainz. Die Gerichtsherrschaft hatte bis 1849 die Familie von Hanstein inne. Von 1815 bis 1945 war der Ort Teil der preußischen Provinz Sachsen.

### Stockmacherdorf
1830 brachte Wilhelm Ludwig Wagner das Stockmachergewerbe nach Lindewerra. Dieses bestimmte von da an weitgehend das Leben im Dorf und machte es als „Stockmacherdorf“ bekannt. Wander- und Spazierstöcke aus Lindewerra wurden sogar weltweit gehandelt. Im Dorf befindet sich das 1980 gegründete Stockmachermuseum Lindewerra. Dieses wird vom örtlichen Heimatverein betrieben. 
Im 19. Jahrhundert entwickelte sich auch ein lebhaftes Vereinsleben in der Ortschaft, bei dem ein Männergesangverein eine führende Rolle einnahm. Mit dem Bau der sechsbogigen Sandsteinbrücke über die Werra 1900/1901 entwickelte sich Lindewerra zur „Sommerfrische“ und wurde auch von Göttinger Studenten regelmäßig zu Feiern besucht.

### Kriegsende und DDR-Zeit
Während des Rückzugs der Wehrmacht wurde am 8. April 1945 der Mittelteil der Werrabrücke gesprengt. Vor der Besetzung am 9. April entstanden durch amerikanischen Granatwerferbeschuss in Lindewerra zahlreiche Schäden an Wohnhäusern und Nebengebäuden. Anfang Juli 1945 wurde der Ort an die Sowjetische Besatzungszone abgegeben. Da er selbst vom Wanfrieder Abkommen nur dergestalt betroffen war, dass in dessen Folge der Verlauf der Zonengrenze nun in die Flussmitte verlegt wurde, blieb Lindewerra in der Sowjetzone. In der Nachkriegszeit verlief die Grenze von da an unmittelbar am Dorf vorbei und bildete damit ab 1949 die Innerdeutsche Grenze. Daher wurde auch die Werrabrücke nicht wieder aufgebaut. Anfangs bestand noch über eine Fähre Zugangsmöglichkeit zu den Feldern auf der anderen Flussseite. 1952 wurde das Grenzregime verschärft und alteingesessene Familien wurden im Rahmen der Aktion Ungeziefer ausgewiesen. Die 1961 und noch bis 1987 laufend verstärkten Grenzanlagen – auf dem erhaltenen östlichen Brückenkopf stand ein Wachturm – riegelten das Dorf hermetisch ab. Lindewerra lag im Sperrgebiet, das nur mit Sondergenehmigung von zuverlässigen Personen aus der DDR besucht werden durfte.
Die Grenzöffnung im November 1989 verbesserte die Lebensbedingungen für die Bevölkerung. Diese begann schon selbst mit dem Abbau der Grenzanlagen, bevor diese im März 1990 durch die Grenztruppen systematisch beseitigt wurden. 1993 fielen die letzten Reste, der „Wiederaufbau“ eines kurzen Stücks Grenzzaun als Denkmal ist geplant.

### Gegenwart

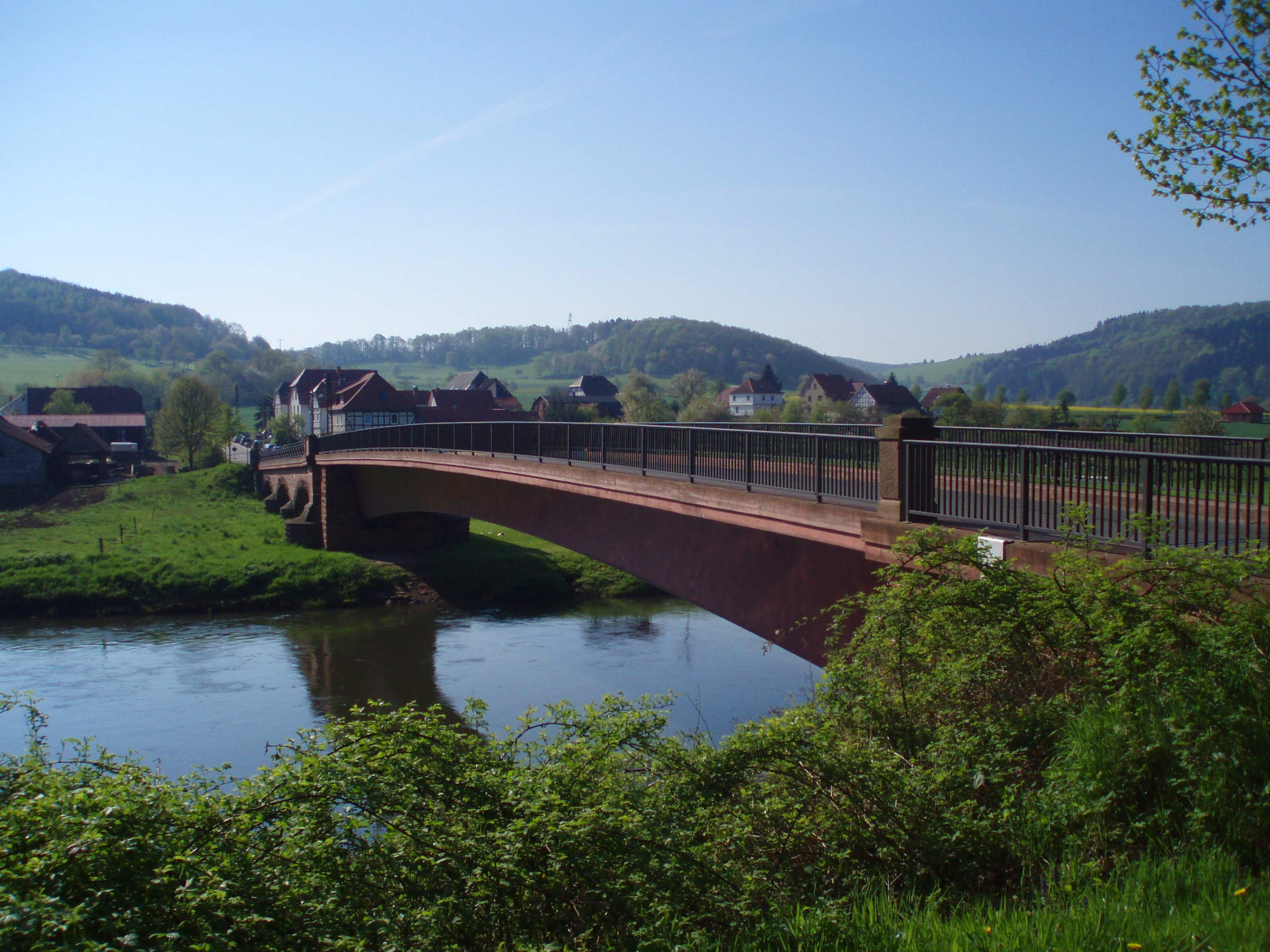
Werrabrücke Lindewerra

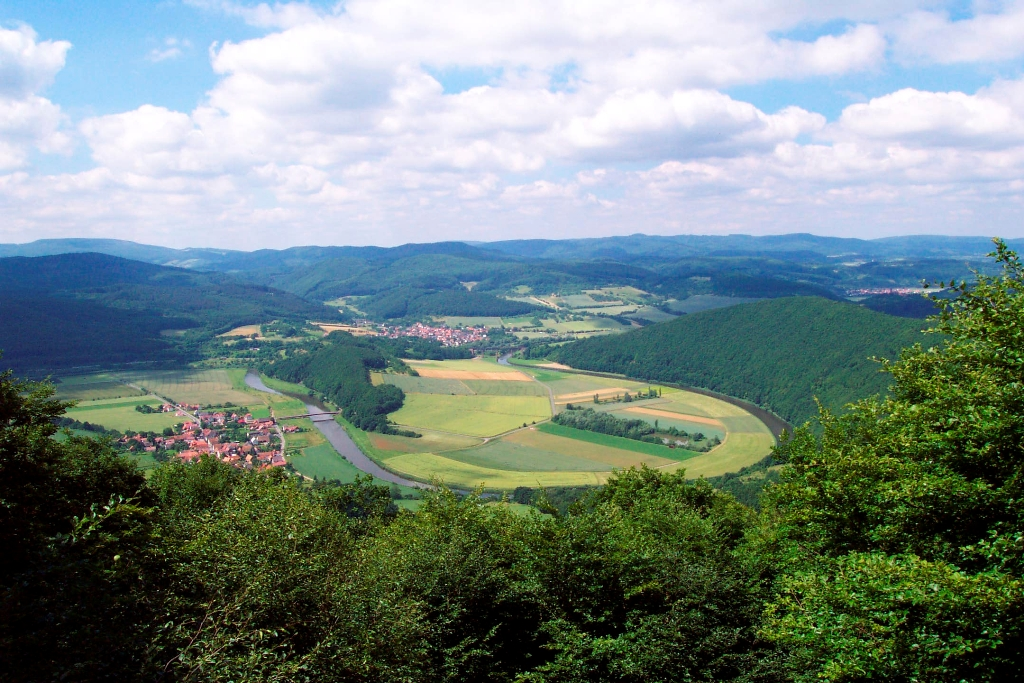
Blick von der Teufelskanzel auf die Werraschleife bei Lindewerra und Oberrieden mit Hohem Meißner (links) und Kaufunger Wald (rechts)

Seit 1990 gehört Lindewerra zum Freistaat Thüringen. 1991 begann die dringend notwendige Sanierung der Dorfkirche, der Dorfanger wurde neu gestaltet und die Restaurierung der historischen Fachwerkhäuser gefördert, von denen viele bereits den Grenzanlagen oder der Vernachlässigung zum Opfer gefallen waren.
Eine Bürgerinitiative kämpfte für den Wiederaufbau der Werrabrücke mit Erhalt des historischen Teils. Die restaurierten Brückenköpfe wurden durch ein Stahlsegment verbunden und 1999 konnte anlässlich der 700-Jahr-Feier des Ortes die Werrabrücke wieder für den Verkehr freigegeben werden; hinüber führt die Kreisstraße 62, die den Ort seither wieder mit der Nachbargemeinde Oberrieden und der dortigen Bundesstraße 27 verbindet.

### Einwohnerentwicklung
Entwicklung der Einwohnerzahl (31. Dezember):
| - 1994: 237 - 1995: 252 - 1996: 253 - 1997: 251 - 1998: 255 - 1999: 253 | - 2000: 259 - 2001: 250 - 2002: 270 - 2003: 266 - 2004: 274 - 2005: 269 | - 2006: 259 - 2007: 257 - 2008: 247 - 2009: 251 - 2010: 245 - 2011: 239 | - 2012: 247 - 2013: 245 - 2014: 249 - 2015: 247 - 2016: 244 - 2017: 249 | - 2018: 248 - 2019: 256 - 2020: 262 - 2021: 259 - 2022: 259 |

Datenquelle: Thüringer Landesamt für Statistik

## Politik

### Gemeinderat
Der Gemeinderat von Lindewerra setzt sich aus sechs Gemeinderatsmitgliedern zusammen.
- Liste Lindewerra: 2 Sitze
- FWG Lindewerra: 4 Sitze

(Stand: Kommunalwahl vom 26. Mai 2024)
Die Kommunalwahl 2019 ergab einen Sitz für die Grünen und 5 Sitze für die FWG Lindewerra.

### Bürgermeister
Der ehrenamtliche Bürgermeister Gerhard Propf wurde am 22. Juni 2022 gewählt.

## Wirtschaft
Lindewerra ist seit 1994 Sitz der Plattenfirma Ruf Records. Die von dem Plattenlabel durchgeführte weltweite Konzert-Tournee „Blues Caravan“ beginnt jeweils mit einem thüringenweit einmaligen Konzert in Lindewerras Gemeindesaal.
Die Firma AP-Miniplant GmbH & Co. KG wurde 1996 in Lindewerra gegründet. Es werden automatisierte Laboranlagen, sogenannte Miniplants, für die chemische Industrie, die Energiewirtschaft und diverse Forschungsinstitute hergestellt. Anlagen zur Erforschung erneuerbarer Energien, insbesondere Wasserstoff-Anwendungen, machen einen großen Teil der hergestellten Anlagen aus.
Vom einst blühenden Stockmacherhandwerk ist die Stockmanufaktur Michael Geyer als letzte betriebene Stockmacherei übrig geblieben.
Der Tourismus, insbesondere der Tages- und Radtourismus, spielt eine zunehmend wichtige Rolle und ermöglicht den Betrieb von zwei Gaststätten im Ort und einer weiteren am Aussichtspunkt Teufelskanzel.

## Sehenswürdigkeiten

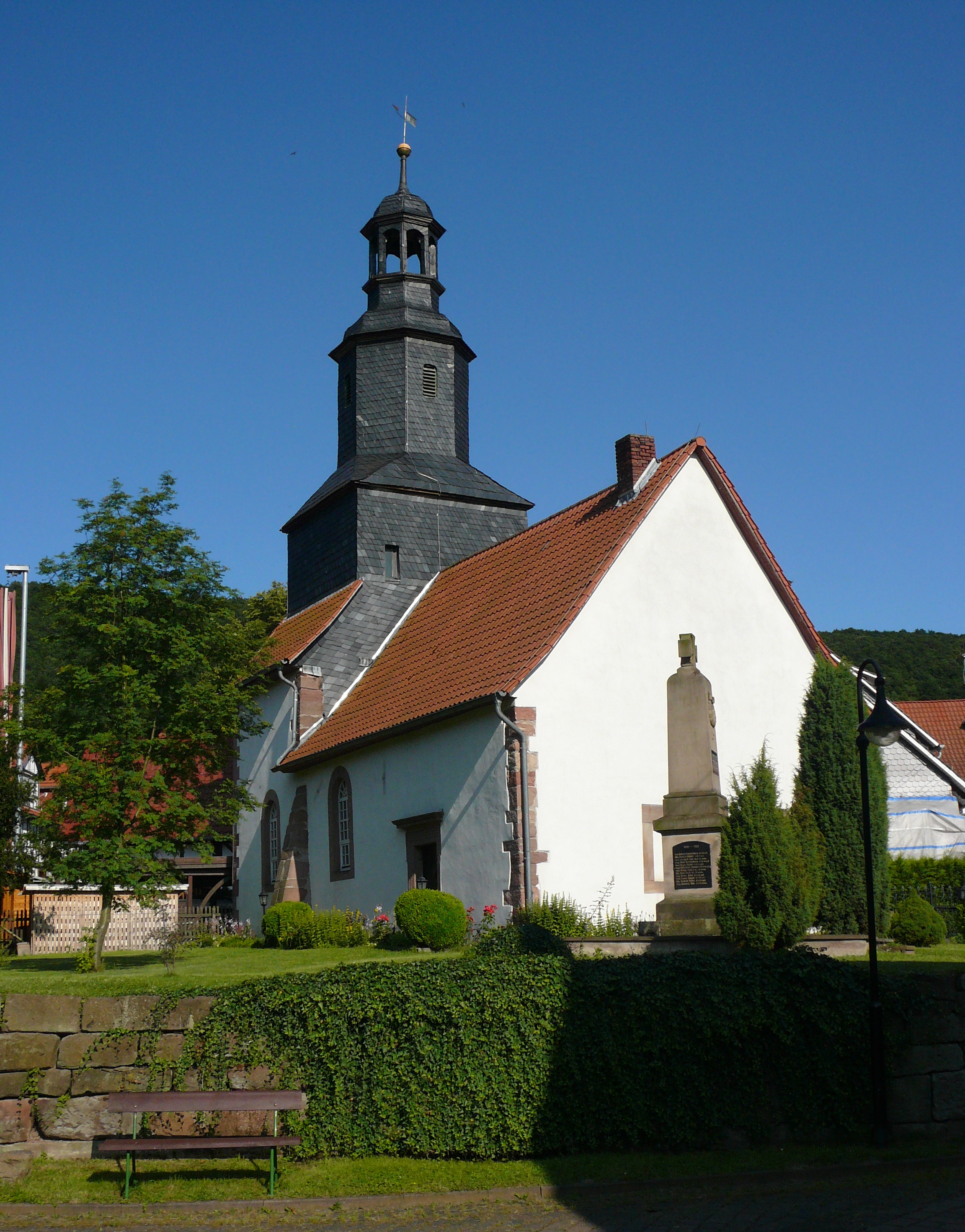
Marienkirche

- Barocke evangelische St.-Marien-Kirche von 1738, mit spätgotischem Flügelaltar um 1500
- Stockmachermuseum Lindewerra, eröffnet 1980
- Werrabrücke von 1900/1901, Sprengung 1945, wiedererrichtet 1999

Der historische Ortskern von Lindewerra wurde im Juni 2018 als Denkmalensemble in das Denkmalbuch des Freistaates Thüringen eingetragen.